# Wanneroo
Wanneroo är en förort till Perth i Australien. Den ligger i kommunen Wanneroo och delstaten Western Australia, omkring 23 kilometer norr om centrala Perth. Antalet invånare är 10 931. Den ligger vid sjön Lake Joondalup.